# Rio Hanger
O rio Hanger ou também rio Angar ou rio Cabide é um curso de água do centro-oeste da Etiópia a noroeste da capital Adis-Abeba. Este rio é um dos afluentes do rio Didessa, que é em si um dos afluentes do Nilo Azul (também conhecido como rio Abay na Etiópia).
O gancho entra no rio Didessa aproximadamente a meio caminho entre a cidade de Nek'emte e da aldeia de Cherari nas coordenadas geográficas de 9° 35'N 36° 2'E. Este rio tem como afluentes o rio Wajja, o rio Alata e o rio Ukke.
Padre jesuíta de origem portuguesa, António Fernandes (nascido em Lisboa, c. 1569; - Goa, 12 de novembro, 1642)  foi o primeiro europeu que fez registos sobre o gancho, que atravessou em 1613 enquanto procurava o caminho para o sul da Etiópia para a cidade de Melinde.